# Véhicule lanceur de micro-satellites
Véhicule lanceur de micro-satellites (en portugais Veículo Lançador de Microssatélites) ou VLM  est un  lanceur brésilien léger en cours de développement dérivé en partie du lanceur VLS-1. VLM, qui devrait être lancé depuis le Centre de lancement d'Alcântara dans le nord-est du Brésil, est capable de placer 150 kg sur une orbite basse.

## Historique
L'objectif initial à la fin des années 2000 était de développer une version simplifiée du lanceur léger brésilien à propergol solide VLS-1 en remplaçant les quatre boosters du premier étage par un unique booster. Le projet a été refondu par la suite. Désormais le lanceur ne comporte plus que trois étages : un nouvel étage S-50 au diamètre élargi (1,35 m) est utilisé pour le premier et le deuxième étage. Le troisième étage est un S-44 déjà utilisé sur le VLS-1. L'agence spatiale allemande, la DLR, participe au développement du lanceur.
Le premier lancement était programmé en 2015, mais à cette date, il est annoncé qu'il n'aurait pas lieu avant fin 2018. En février 2020, aucun tir n'a encore eu lieu.

## Caractéristiques techniques
À la suite de la refonte du projet de nombreuses caractéristiques du lanceur ne sont pas connues de manière précise.
| Caractéristique                     | 1er étage     | 2e étage        | 3e étage      |
| ----------------------------------- | ------------- | --------------- | ------------- |
| Désignation                         | S-50 TM       | S-50 TM         | S-44          |
| Dimensions (longueur × diamètre)    | 6,77 × 1,35 m | 5,76 m × 1,35 m | 2,62 × 1,01 m |
| Masse (dont carburant)              |               |                 | 1 t (0,8 t)   |
| Poussée maximale (dans le vide)     | ~400 kNewtons | ~400 kN         | 32,5 kN       |
| Impulsion spécifique (dans le vide) | ~277 s        | ~277 s          | 289 s         |
| Durée de fonctionnement             | ~60 s         | ~60 s           | 71 s          |
| Type propergol solide               | HTPB          | HTPB            | HTPB          |

### Source
- (en) Brian Harvey, Henk H F Smid et Theo Pirard, Emerging space powers : The new space programs of Asia, the Middle East ans South America, Springer Praxis, 2010 (ISBN 978-1-4419-0873-5)